# 沖田龍児
沖田 龍児（おきた りゅうじ）は日本の漫画家。父は同じく漫画家の木村えいじ。

## 来歴
木村 謙午（きむら けんご）名義で1989年『マガジンスペシャル』に掲載された「常夏がやってきた!!」でデビュー。1990年の『週刊少年マガジン』6号から15号まで林廣美の原作による『金のフライパン』を連載。1993年の『週刊少年サンデー』21・22合併号から1994年10号まで水球を題材とした『BFボーイズ』を連載し、当人にとって初の単行本化されている。
1996年マガジンスペシャル「とべ！白馬すっとび愚連隊」でペンネームを沖田龍児に改め、一旦は『漫画アクション』や『漫画サンデー』、『ヤングキング』といった青年誌などに活動の場を移したが、2001年には『週刊少年チャンピオン』25号から50号まで『家族のオキテ』を連載。その後は主に青年誌や女性誌で執筆しており、かつては山平重樹の原作による実録ヤクザ漫画なども描いていた。
近年は2018年4月から2023年1月まで『週刊漫画TIMES』において連載した『ヤバい女に恋した僕の結末』、2022年10月から2024年5月にかけて、『漫画ゴラクスペシャル』27号より46号まで連載した『ヤドリギサマ』など、サイコホラー系の作品も多い。

## 作品リスト

### 木村謙午名義
- 金のフライパン（原作：林廣美、講談社『週刊少年マガジン』）
- BF<バトルフィッシュ>ボーイズ（小学館『週刊少年サンデー』、全4巻）

### 沖田龍児名義
- ドラマチックカンパニー（原作：小堀洋、双葉社『漫画アクション』）
- Cry MAX（少年画報社『ヤングキング』）
- ほのかに雄叫！（少年画報社『キングダム』）
- 好き好き!!極道パパ（双葉社『漫画アクション』、全5巻）
- 飛脚の金太（リイド社『鬼平犯科帳セレクション』（現『コミック乱』））
- それ行け！赤マルぶっち隊（リイド社『コミックボナンザ』）
- デンジャラス柿崎（小学館『ビッグコミック増刊』）
- 迷界への招待状（講談社『マガジンスペシャル』）
- ガチンコ勝負伝説間男（少年画報社『ヤングキング』）
- 無限 雀鬼桜井章一の原点（原作：安田潤司、竹書房『近代麻雀ゴールド』、全3巻）
- 家族のオキテ（秋田書店『週刊少年チャンピオン』、全3巻）
- ミスターロープ（リイド社『リイドコミック』）
- 極道パパ 麻雀編（竹書房『近代麻雀』『近代麻雀オリジナル』）
- PEARL（少年画報社『ヤングキング』、1巻）
- ZINGI!!極道パパ（双葉社『漫画アクション』、全3巻）
- ハヤト（双葉社『スロマガコミックV7』）
- ホスト魂（原作：松田康志、実業之日本社『漫画サンデー』、Bコミ、全6巻)
- 歌舞伎町悪名一家（原作：溝口敦、竹書房『特冊新鮮組』）
- わっぱ金五郎（竹書房『近代麻雀オリジナル』）
- デコトラ魂（実業之日本社『漫画サンデー』）
- 中年番長ノブナガ（日本文芸社『漫画ゴラク』）
- 代紋キッズ（芳文社『週刊漫画TIMES』）
- SLOTTERS HIGH（大都社『パチスロミリオンキング』）
- 爆乳ぱち娘。くるみん（大都社『パチンコでるでるキング』）
- バツ1トラベル（芳文社『週刊漫画TIMES』）
- 土俵の魂（監修：元小結舞の海、実業之日本社『漫画サンデー』）
- スロックイーン（日本文芸社『漫画パチスロ大連勝』）
- ハマの利（竹書房『近代麻雀ゴールド』）
- 天災一家モモヤマダ（日本文芸社『漫画ゴラク』）
- 若女将はな（実業之日本社『漫画サンデー』、Bコミ、全4巻）
- パスタでボ〜ノ（芳文社『週刊漫画TIMES』、全7巻）
- わんバディ！（集英社クリエイティブ『オフィスユー』）
- 保護司トモ姉！（原作：かげやまあづさ、『オフィスユー』）
- こひなンち（秋田書店『エレガンスイブ』）
- パパはご指名致しません！（集英社クリエイティブ『オフィスユー』）
- 笑咲の湯（集英社クリエイティブ『オフィスユー』）
- パパはどうしてモテないの？（集英社クリエイティブ『オフィスユー』）
- 酒（）ぐれて‥（原作：小堀洋、双葉社『週刊大衆』）
- スマ倫な彼女たち（講談社デラックスコミックス、既刊2巻、マンガボックス電子版全9巻)
- となりのPTA会長（芳文社『週刊漫画TIMES』）
- ヤングラせぶんてぃ（集英社クリエイティブ『オフィスユー』）
- ヤバい女に恋した僕の結末（芳文社『週刊漫画TIMES』2018年5月4日号[6] - 2023年2月3日号[10]）
- ヤドリギサマ（『漫画ゴラクスペシャル』27号[8] - 46号[9]、全4巻）
- ウソツキ女と正直サイコ（芳文社『週刊漫画TIMES』2023年4月28日号[11] - 2025年3月21日号[12]）
- 君を愛した誠実なクズ（芳文社『週刊漫画TIMES』2025年8月1日・8日合併号[13] - ）